# Lijst van burgemeesters van Vlierden
Dit is een lijst van burgemeesters van de voormalige Nederlandse gemeente Vlierden in de provincie Noord-Brabant. Op 1 januari 1926 fuseerde Vlierden met Deurne en Liessel tot de nieuwe gemeente Deurne.
| Ambtsperiode | Foto | Naam burgemeester            | Partij of stroming | Bijzonderheden                                                       |
| ------------ | ---- | ---------------------------- | ------------------ | -------------------------------------------------------------------- |
| 1810-1820    |      | Pieter Fransen               |                    |                                                                      |
| 1821-1843    |      | Gerrit van Riet              |                    | Van 1813 tot 1850 ook burgemeester van de gemeente Deurne en Liessel |
| 1844-1850    |      | Hendrik Goossens             |                    |                                                                      |
| 1850-1852    |      | Arnoldus van Bussel          |                    |                                                                      |
| 1852-1901    |      | Godefridus Marcelis Frencken |                    |                                                                      |
| 1901-1904    |      | Adrianus Gijzels             |                    |                                                                      |
| 1904-1907    |      | Martinus Antonius Oliemeulen |                    |                                                                      |
| 1907-1919    |      | Johannis Joseph Janssens     |                    |                                                                      |
| 1919-1925    |      | Herman Joseph van Hulten     |                    |                                                                      |